# Kleiner Mungo
Der Kleine Mungo (Urva javanica, Synonym Herpestes javanicus) ist eine Raubtierart aus der Familie der Mangusten (Herpestidae). Wenn allgemein vom „Mungo“ gesprochen wird, ist entweder von dieser Art oder vom Indischen Mungo die Rede.

## Merkmale
Kleine Mungos haben eine Kopfrumpflänge von 30 bis 41,5 Zentimeter, hinzu kommen 21 bis 31,5 Zentimeter Schwanz. Der Hinterfuß hat eine Länge von 6 bis 7 Zentimeter; die Ohren sind 1,8 bis 3,1 Zentimeter hoch. Das Gewicht variiert zwischen 0,5 und 1 Kilogramm, wobei die Männchen etwas schwerer sind als die Weibchen. Ihr Körper ist langgestreckt und schlank, die Gliedmaßen sind relativ kurz. Die Färbung des Fells variiert von gelblichbraun bis dunkelbraun. Die einzelnen Haare weisen weiße und schwarze Abschnitte auf, so dass sich ein grauer Einschlag ergibt. Der Kopf ist rötlichbraun; die Beine haben die gleiche Färbung wie der Körper oder sind etwas dunkler. Der Schädel ist schmal und lang mit einem nur leicht ausgebildeten Scheitelkamm, der Hirnschädel ebenfalls relativ lang. Augen und Ohren sind klein. Die Schnauze ist zugespitzt, der Nasenspiegel ist schwarz.
- Zahnformel: I 3/3, C 1/1. P 4/4, M 2/2 = 40.

Die Eckzähne sind lang und leicht gebogen. Die ersten Prämolaren sind klein, die übrigen Backenzähne gut entwickelt und zugespitzt. Der Schwanz ist an der Basis kräftig und wird zum Ende hin immer schmaler. Jeder Fuß hat fünf Zehen mit langen, scharfen Krallen, die nicht zurückgezogen werden können. Die Fußsohlen sind unbehaart. Die Weibchen haben drei Zitzenpaare. Kleine Mungos besitzen einen nach hinten offenen Analbeutel, in dem stark riechende Sekrete produziert werden.

## Verbreitung und Lebensraum

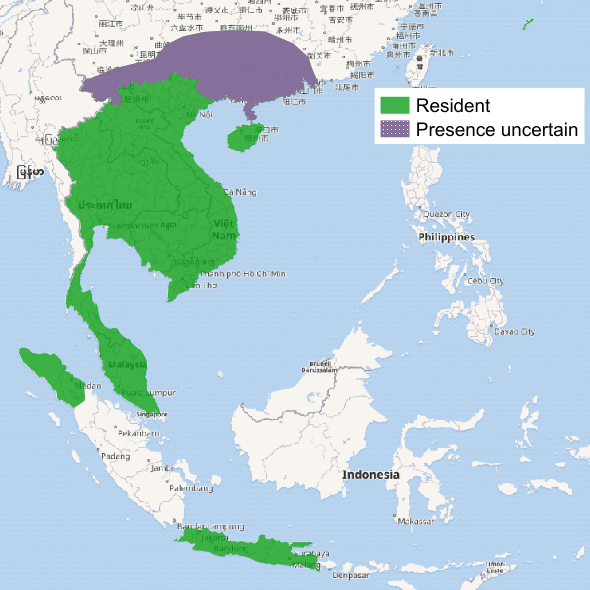
Verbreitungsgebiet des Kleinen Mungos

Das natürliche Verbreitungsgebiet der Kleinen Mungos umfasst das festländische Südostasien (Thailand, Laos, Kambodscha, Vietnam und die Malaiische Halbinsel), den Norden von Sumatra, Java und Bali. Vorkommen im südlichen China sind ungewiss oder gehören zum Goldstaubmungo (Urva auropunctata).
Kleine Mungos bewohnen eine Reihe von Lebensräumen, darunter von Flügelfruchtgewächsen dominierte Trockenwälder, Tieflandregenwälder, Sekundärwälder und offene oder mit Buschwerk bewachsene Grasländer. Oft halten sich die Tiere nah am Wasser auf.
Der Kleine Mungo ist 2016 in die „Liste der unerwünschten Spezies“ für die Europäische Union aufgenommen worden. Er steht auch auf der Liste der 100 of the World’s Worst Invasive Alien Species.

## Lebensweise
Kleine Mungos sind tagaktive Tiere, die normalerweise als Einzelgänger leben, manchmal aber auch als lose Familienverbände zusammenbleiben. Am Tage verlassen sie ihre Höhlen und suchen nach Nahrung. Diese besteht vorwiegend aus Insekten, daneben aber auch aus verschiedensten Wirbeltieren wie Kleinsäugern, Vögeln, Eidechsen und Schlangen, aber auch aus Skorpionen und anderen Wirbellosen sowie Früchten. Da sich Mungos blitzschnell bewegen können, attackieren sie auch Giftschlangen, deren Angriffen sie dann reaktionsschnell ausweichen. Diese Schlangenkämpfe sind berühmt geworden, allerdings sind sie nicht immun gegen das Schlangengift. Sie lassen die Schlange immer wieder zustoßen, weichen jedes Mal aus, und letztlich ist die Schlange so ermüdet, dass sie sich leicht töten lässt. Wird ein Mungo in einem solchen Kampf doch einmal gebissen, durchdringt die Schlange mit ihren kurzen Giftzähnen oftmals nicht sein dichtes, buschiges Fell.
Nach rund 50-tägiger Tragzeit bringt das Weibchen zwei bis fünf Jungtiere zur Welt. Diese werden nach vier bis fünf Wochen entwöhnt und sind mit einem Jahr geschlechtsreif.

## Systematik
Der Kleine Mungo wurde 1818 durch den französischer Zoologen Étienne Geoffroy Saint-Hilaire unter der Bezeichnung Ichneumon javanicus erstmals wissenschaftlich beschrieben. Später wurde er der Gattung Herpestes zugeordnet, die 1811 durch den deutschen Zoologen Johann Karl Wilhelm Illiger eingeführt worden ist. Viele Autoren synonymisierten den indischen Goldstaubmungo mit dem Kleinen Mungo. Heute gelten beide als eigenständige Arten. Der Kleine Mungo ist die Schwesterart des Indischen Mungos (H. edwardsii), die von beiden gebildete Klade ist die Schwestergruppe des Goldstaubmungos. Die asiatischen Arten der Gattung Herpestes, die sich als paraphyletisch erwiesen hat, werden neuerdings in die Gattung Urva geführt, die 1837 durch den britischen Naturforscher Brian Houghton Hodgson als Gattungsbezeichnung für die Krabbenmanguste (Urva urva) eingeführt wurde. Urva bildet eine Klade mit Atilax (Sumpfmanguste) und Xenogale (Langnasenmanguste).

## Gefährdung
Der Kleine Mungo ist in seinem angestammten Verbreitungsraum häufig und zählt nicht zu den bedrohten Arten. Die Weltnaturschutzunion IUCN führt ihn auch in der Roten Liste gefährdeter Arten als nicht gefährdet („Least concern“).